# Tempo massimo
Tempo massimo è un film del 1934 diretto da Mario Mattòli.
È il primo film diretto da Mario Mattòli, protagonisti Vittorio De Sica e Milly. Nel ruolo di Emilia, cameriera di Dora, compare la allora ventiseienne Anna Magnani.
Il film è stato realizzato negli stabilimenti della Cines.

## Trama
Il professor Giacomo Bensi, mentre pesca con la sua barca sul lago, si vede piovere letteralmente dal cielo la graziosa Dora Sandri, che si era lanciata da un aereo con il paracadute per scommessa.
Il professore se ne innamora, e per conquistarla partecipa ad una gara di sci, poi ad una corsa in bicicletta e lavora anche come uomo-sandwich.
Quando scopre che il futuro marito della ragazza è intenzionato a sposarla solo per la ricca dote che lei possiede, il professore piomba in chiesa giusto in tempo per evitare il matrimonio. E restituite le cambiali al nobile decaduto si allontana con la sua amata in pullman.

## Critica
Filippo Sacchi scriveva nel Corriere della Sera dell'11 gennaio 1935: «Sarà difficile rendere credibile l'esistenza a pochi chilometri da Milano, di un esemplare del genere di questo professor Giacomo, schiavo e zimbello di una terribile zia e al quale, mentre un giorno sta pescando nel lago, piove sul collo una modernissima signorina in paracadute. D'altra parte assistendo più tardi alle funamboliche vicende che lo portano a battere il rivale e a conquistarsi la fanciulla amata, è impossibile non rilevare come questa vicenda, che era stata impostata fino ad un certo punto, su elementi psicologici, finisca invece per trovare la sua soluzione attraverso mezzi meccanici e farseschi. Nonostante questo difetto di costruzione, il film si regge per una sua garbata piacevolezza, non priva, qua e là, di trovate, e una encomiabile accuratezza di fattura, che lascia a Mario Mattoli un buon certificato per il suo debutto di regista».

## Curiosità
La scena finale del film in cui il professore piomba in chiesa giusto in tempo per evitare il matrimonio e va via con la sua futura sposa in pullman, è praticamente uguale al finale del film Il laureato di Mike Nichols con Dustin Hoffman.